# Closer (seriál)
Closer (též Uzavřený případ, v anglickém originále The Closer) je americký televizní seriál z prostředí policie Los Angeles (LAPD). Premiérově běžel na americké televizní stanici TNT od 13. června 2005 do 13. srpna 2012. Vytvořili ho James Duff, Michael M. Robin a Greer Shephard ve spolupráci s Warner Bros. Television. Po odvysílání závěrečné epizody na pořad navázal spin-off seriál Closer: Nové případy.

## Děj
Každá epizoda seriálu Closer se zabývá případem vraždy, kterou je potřeba rychle a úspěšně vyšetřit. První sezóna začala příchodem Brendy Leigh Johnsonové na losangeleskou policii, aby vedla Prioritní oddělení vražd. To se původně zabývalo pouze vysoce sledovanými případy vražd (první až čtvrtá série).
Ve čtvrté sérii seriálu nastala pro Prioritní oddělení vražd významná změna v kompetencích vyšetřování. Tahanice s tiskem ohledně toho, podle jakých kritérií se vraždy stávají prioritními, umožnily Brendě zmanipulovat nadřízené tak, aby bylo oddělení povýšeno a mohlo vyšetřovat krom vražd i jiné zločiny. Při té příležitosti došlo k přejmenování vyšetřovacího oddělení na Prioritní oddělení závažných případů, ačkoli se stále většina zápletek soustředila na vraždy. Také se změnila role velitele Taylora, z „rivala a vnitřního protivníka“ na „jednoznačně loajálního podřízeného“.
V páté sérii byla představena nová postava, kapitánka Sharon Raydorová (ztvárněná Mary McDonnellovou). Začínala jako rivalka Brendy, ale postupně si mezi sebou vybudovali nevraživý respekt a spojenectví. Postavení velitelky oddělení po Brendě následně Sharon převzala v navazujícím spin-offu seriálu Closer: Nové případy.
V šesté sérii se Brenda dostává do občanskoprávních potíží v důsledku událostí z epizody „Válečná zóna“, kdy losangeleská policie dochází k závěru, že únik informací z oddělení musí způsobovat neloajální zaměstnanec. Velitel Taylor a kapitán Raydorová se aktivně zapojí do boje proti úniku informací, právní komplikace se definitivně vyřeší až na konci následující série, v epizodě „Poslední slovo“.

## Obsazení
- Kyra Sedgwick jako Brenda Leigh Johnsonová, zástupce náčelníka policejního oddělení LAPD
- J. K. Simmons jako Will Pope, zástupce šéfa LAPD, šéf policie v šesté sérii
- Corey Reynolds jako David Gabriel, seržant LAPD
- Robert Gossett jako Russell Taylor, velitel LAPD
- G. W. Bailey jako Louie Provenza, detektivní poručík LAPD, zástupce velitele oddělení Prioritních vražd
- Tony Denison jako Andy Flynn, detektiv poručík LAPD
- Jon Tenney jako Fritz Howard, vrchní zvláštní agent Federálního úřadu pro vyšetřování (FBI), od šesté série styčný agent mezi FBI a LAPD
- Michael Paul Chan jako Michael Tao, detektiv poručík LAPD, specialista na IT
- Raymond Cruz jako Julio Sanchez, detektiv LAPD, specialista na zbraně a gangy
- Gina Ravera jako Irene Danielsová, detektivka LAPD, specialistka na forenzní účetnictví
- Phillip P. Keene jako Buzz Watson, forenzní dokumentarista, specialista na video a audio záznamy
- Mary McDonnellová jako Sharon Raydorová, kapitánka LAPD

## Vysílání
| Řada | Díly | Premiéra v USA    | Premiéra v USA    | Premiéra v ČR | Premiéra v ČR |
| Řada | Díly | První díl         | Poslední díl      | První díl     | Poslední díl  |
| ---- | ---- | ----------------- | ----------------- | ------------- | ------------- |
| 1    | 13   | 13. června 2005   | 5. září 2005      | vysíláno      | vysíláno      |
| 2    | 15   | 12. června 2006   | 4. prosince 2006  | vysíláno      | vysíláno      |
| 3    | 15   | 18. června 2007   | 3. prosince 2007  | vysíláno      | vysíláno      |
| 4    | 15   | 14. července 2008 | 23. února 2009    | vysíláno      | vysíláno      |
| 5    | 15   | 8. června 2009    | 21. prosince 2009 | vysíláno      | vysíláno      |
| 6    | 15   | 12. července 2010 | 3. ledna 2011     | vysíláno      | vysíláno      |
| 7    | 21   | 11. července 2011 | 13. srpna 2012    | vysíláno      | vysíláno      |